# Сан Фелипе
Сан Фелипе (на испански: San Felipe) е град в Чили. Столица и най-голям град на провинция Сан Фелипе де Аконкагуа в регион Валпараисо.

## География
Сан Фелипе се намира на брега на Аконкагуа в долината Аконкагуа в централно Чили, на около 80 км северно от Сантяго. На около 160 км на изток е най-високият връх в Южна Америка - Аконкагуа (6962 м). На югозапад се намира националният парк Ла Кампана, който е обявен и за биосферен резерват. Климатът е средиземноморски (Csa) по класификацията на Кьопен. Летата са горещи с максимални температури до 41 °C, а зимите – студени с минимални температури до -7,8 °C.

## История
Сан Фелипе е основан на 4 август 1740 г. от тогавашния Кралски губернатор на Чили Хосе Антонио Мансо де Веласко под името Вия де Сан Фелипе ел Реал. На 1 април 1770 г. е обявен за град. През 1886 г. Сан Фелипе става един от първите градове на север от Сантяго, разполагащи с трамваи, теглени от коне.

## Транспорт
Недалеч от Сан Фелипе минава Рута 5, част от Панамериканската магистрала, която свързва града директно със столицата Сантяго, както и с някои големи града от Арика на север до Пуерто Монт на юг. През града минат Рута 60, която свъзва тихоокеанското крайбрежие с границата с Аржентина. Летището на Сан Фелипе се нарича Виктор Лафон.

## Спорт
Професионалният футболен отбор на града се нарича Унион Сан Фелипе и през сезон 2015/2016 играе във втора дивизия. Той е единственият отбор в страната, спечелил титлата във втора дивизия и още на следващата година - Примера Дивисион. Освен това има една Купа на Чили и още две титли във втора дивизия.

## Известни личности
Родени в Чилан
- Палмения Писаро, певица

Живели в Чилан
- Хосе Хоакин Перес, бивш президент на Чили, следва право в университета на Сан Фелипе